# Eretmapodites semisimplicipes
Eretmapodites semisimplicipes är en tvåvingeart som beskrevs av Edwards 1914. Eretmapodites semisimplicipes ingår i släktet Eretmapodites och familjen stickmyggor. Inga underarter finns listade i Catalogue of Life.